# Polyrhachis tyrannica
Polyrhachis tyrannica är en myrart som beskrevs av Smith 1858. Polyrhachis tyrannica ingår i släktet Polyrhachis och familjen myror. Inga underarter finns listade i Catalogue of Life.